# Jacques Trudel
Pour les articles homonymes, voir Trudel.
Jacques L. Trudel (13 avril 1919-30 janvier 2004) est un gérant, policier et homme politique fédéral du Québec.

## Biographie
Né à Montréal, il devient député du Parti libéral du Canada dans la circonscription fédérale de Bourassa en 1968. Réélu dans Montréal—Bourassa en 1972 et en 1974, il ne se représente pas en 1979.
Durant son passage à la Chambre des communes, il est secrétaire parlementaire du ministre des Finances de 1975 à 1976 et du Président du Conseil du Trésor de 1976 à 1977.